# Karl Peter Maurer
Carl Peter Maurer, auch Karl Peter Maurer bzw. Charles Peter Maurer, (* 23. Juni 1874 in Lobsann; † 23. Februar 1950 in Straßburg) war ein elsässischer lutherischer Theologe.

## Leben
Maurer entstammte einer alten Familie aus dem Nordelsass. Er war Sohn des Beamten Peter M. Maurer und seiner Frau Elisabeth Schmidt. Maurer studierte von 1892 bis 1896 evangelische Theologie an der Universität Straßburg. Bereits in seinem ersten Semester wurde er Mitglied der Verbindung Argentina zu Straßburg im Wingolfsbund, der er bis zu seinem Tod verbunden blieb. Ab 1896 absolvierte er sein Vikariat in Straßburg an der Kirche Saint-Pierre-le-Jeune protestant (Jung St. Peter, protestantisch), dann in Colmar, Westhoffen, Bischwiller, Hoerdt und Strasbourg St-Guillaume (St. Wilhelm). Am 19. Februar 1898 wurde er ordiniert. Am 8. August 1901 heiratete er in Straßburg Maria Carolina Schahl (Spitzname Lina) kurz vor seiner Ernennung zum Pfarrer in Bust, wo er eine neue Kirche errichten ließ. Auch gründete er dort mit einigen Bürgern eine Landwirtschaftskasse, was einer Spar- und Darlehenskasse im Sinne Raiffeisens entsprach. Aus der Ehe sind eine Tochter und fünf Söhne hervorgegangen.
Maurer zeigte von Anbeginn ein ausgeprägtes Interesse an der Mission. Aufgrund dessen wurde er als Delegierter der Evangelisch-Lutherischen Missionsgesellschaft der Inneren und äußeren Mission in Elsass-Lothringen und der Hermannsburger Mission im Jahr 1910 zur Internationalen Missions-Konferenz nach Edinburgh gesandt. Ein wichtiges Amt in der afrikanischen Mission lehnte er ab, um im elsässischen Pfarrdienst zu bleiben. 1915 wurde er Pfarrer in Gerstheim, einer Gemeinde, die seit 40 Jahren zwischen einer liberalen Mehrheit und einer lutherisch-orthodoxen Minderheit, die sich der Protestgemeinde Plobsheim angeschlossen hatte, gespalten war. Die Kirchenleitung hatte die Wahl Maurers zum Pfarrer zunächst zu verhindern gesucht. Durch die Wahl Maurers wurde die Kirchengemeinde jedoch wieder vereint. Nachdem das Elsass wieder französisch geworden war, erhielt er am 21. Februar 1919 die Mitteilung der Direktorialkommission, dass er zum Pfarrverweser in Schwindratzheim (beides im Departement Bas Rhin (Unterelsaß)) bestellt worden war. Alle Eingaben der Gemeinde in Gerstheim waren erfolglos. Am 17. Januar 1920 begründete der Präfekt: «Le déplacement de Maurer de Gerstheim a été décidé en raison de ses sentiments francophobes.» („Die Versetzung erfolgte aufgrund seiner antifranzösischen Gefühle“). Nach Siegwalt war die Versetzung Folge von Hetze gegen Maurer durch Liberale und Frankophile aus dem nahe gelegenen Erstein.
Maurer wurde einer der Redakteure der ab 1925 im Elsass erscheinenden autonomistischen Zeitschrift Die Zukunft. Er war Mitunterzeichner des „Aufrufs an alle heimattreuen Elsass-Lothringer“ des Elsaß-Lothringischen Heimatbundes vom 8. Juni 1926. Maurer arbeitete in dieser Zeit nicht nur mit Karl Roos zusammen, sondern war maßgeblich an der Beschaffung von Geld aus dem Deutschen Reich und der Schweiz zur Finanzierung der Autonomiebewegung beteiligt. Von 1926 bis 1939 war er Mitglied der Fortschrittspartei. Aufgrund seines Engagements in der elsässischen Autonomiebewegung wurde Maurer 1940 kurzzeitig in Arches interniert, dann vom Naziregime zum Präsidenten der Evangelischen Kirche A.B. von Elsass und Lothringen ernannt. Dieses Amt übte er von 1940 bis 1944 unter schwierigen Bedingungen an Stelle von Robert Hoepffner aus, der nach Perigueux geflüchtet war. Trotz zurückhaltenden Handelns zog er sich das Misstrauen der deutschen Besatzer, insbesondere der Gestapo, zu. Er übte das Amt bis zur Rückkehr Hoepffners aus und zog sich dann in das Haus Bethlehem in Strasbourg-Cronenbourg zurück, wo er sich bis Ende 1947 aufhielt. Er wurde interniert, verurteilt, dann begnadigt und aus dem Elsass ausgewiesen, wohin er erst kurz vor seinem Tod zurückkehren konnte.
Maurer war Verfasser der Agende für die Gemeinden Augsburgischer Konfession in Elsass-Lothringen von 1906 mit zahlreichen elsässischen Besonderheiten. Gemeinsam mit Karl Fuchs verfasste er das Gesangbuch für die Christen Augsburgischer Konfession in E. L. von 1908. Er überarbeitete das Orgelbuch Halleluja. Vierstimmiges Melodienbuch nebst liturgischen Gesängen und geistlichen Liedern, begründet von Friedrich Ihme. Von 1912 bis 1918 und von 1921 bis 1939 war er Schriftleiter des orthodox-lutherischen Friedensboten, gegründet von Weyermüller und Ihme.
Als Präsident der Kirchenleitung in der Nazizeit gelang es ihm, die Unabhängigkeit der Elsässischen Kirche zu wahren, während die lothringische Landeskirche in die pfälzische Kirche integriert wurde. Das Angebot der Nazi-Administration, das Straßburger Münster an die evangelische Kirche zu geben, lehnte Maurer ab, um das Verhältnis zu den Katholiken im Elsass nicht zu belasten.
Für Maurer waren Luthertum und Deutschtum untrennbar verbunden. In seiner Rubrik im Friedensboten ist seine deutsche und lutherische Gesinnung wie seine konservative, antiparlamentarische Überzeugung klar erkennbar. Im Jahr 1908 hielt er die Erhebung Elsass-Lothringens zum gleichberechtigten Reichsland mit eigenem Landtag für unrealistisch und einen Anschluss an Preußen für nützlicher. Nach der Errichtung eines Landtags im Elsass im Jahr 1911 kritisierte er 1912: „In Elsass-Lothringen geht die parlamentarische Entwicklung, die Zerreißung des Landes in Parteien, immer weiter.“ Als in der Zabern-Affäre die elsässische Bevölkerung, angeführt von der frankophonen Presse, gegen die deutsche Herrschaft und den preußischen Militarismus protestierte, echauffierte sich Maurer im Namen der guten „konservativen Deutschelsässer“: „So ist den Feinden der deutschen Sache noch nie in die Hände gearbeitet worden, wie in diesen Tagen.“
Nach der Machtergreifung der Nationalsozialisten im Reich kritisierte er zwar mehrfach die Unterdrückung der Meinungsfreiheit und die feindliche Haltung gegenüber den Juden und ließ Nähe zur Bekennenden Kirche erkennen. Nach der Absetzung des Kirchenpräsidenten der Kirche Augsburgischen Bekenntnisses Robert Hoepffner im Jahr 1940 akzeptierte er dennoch seine Ernennung zu dessen Nachfolger durch die nationalsozialistische Regierung. In einem vertraulichen Brief vom 14. September 1940 an alle Pfarrer schrieb er, dass die lutherische Kirche des Elsass eine „deutsche Kirche und eine deutschsprachige Kirche“ sei, dass die Pfarrer auch nicht abseits der „großen Bewegung, die über unser Volk weht“ stehen dürften. Der evangelische Glaube sei vereinbar mit der Annahme der nationalsozialistischen Prinzipien. Die Pfarrer wurden aufgefordert, dem Direktorium nicht-arische Pfarrer anzuzeigen, und den französisch gesinnten Pfarrern wurde die Verweigerung des Gehaltes angedroht. Maurer rechtfertigte das im Prozess später damit, dass er Schwierigkeiten von den Pfarrern hätte abwenden wollen, damit diese weiterhin ihr Gehalt bezögen. Der Forderung der Nationalsozialisten folgend, gestaltete er die Kirchenverfassung im Sinne des Führerprinzips um und nutzte die Chance, eine von oben straff organisierte Bischofskirche im lutherischen Sinne ohne synodale Kontrollinstanzen zu installieren. Der Parlamentarismus war ihm seit jeher zuwider.
Maurer versuchte alles, um zu verhindern, dass die Deutschen Christen im Elsass Fuß fassen konnten. Deshalb lehnte er trotz des großen Pfarrermangels im Elsass die Übernahme von 70 Pfarrern aus dem Reich ab. Er fürchtete, dass damit eine Unterwanderung durch diesen nahestehende Pfarrer verbunden sein könnte. Nachdem die Theologische Fakultät Straßburg geschlossen worden war, setzte er durch, dass Theologiestudenten der Landeskirche in Tübingen, Erlangen oder Leipzig studieren mussten. So schloss er aus, dass sie wie etwa in Heidelberg bei Dozenten hörten, die den Deutschen Christen nahe standen. Dagegen ordinierte er gegen seine eigentliche Überzeugung mit Alice Schlotterbeck erstmals eine Frau, weil er das in der Not für gerechtfertigt hielt.
Als Altherrenvorsitzender seiner Verbindung Argentina überführte er diese in die „NS-Kameradschaft Karl-Hackenschmidt“, was für Mitglieder der Verbindung, die seit jeher Duell und Mensur verwarf, bedeutete, dass sie sich zum Prinzip der unbedingten Satisfaktion bekennen mussten und Teil des Nationalsozialistischen deutschen Studentenbundes wurden. Diesen Schritt hatten alle anderen Wingolfsverbindungen abgelehnt, sich stattdessen selbst aufgelöst oder waren verboten worden. Maurer wurde „Altherrenführer“.
Noch bei der Generalversammlung der Lutherischen Gesellschaft am 11. November 1947 ergriff er nach einer Rede des Generalsekretärs des Lutherischen Weltbundes, Michelfelder, das Wort und betonte den „unwandelbar deutschen Charakter der evangelisch-lutherischen Kirche“.

## Schriften
- Agenda für Gemeinden Augsburgischer Konfession in Elsass-Lothringen. Straßburg 1906.
- Gesangbuch für Christen Augsburgischer Konfession in Elsass-Lothringen. Straßburg 1908.